# Anzelm (burgundzki szlachcic)
Anzelm (zm. prawd. przed 1016) – burgundzki szlachcic. Mąż Aldiud, która była kochanką Konrada I Spokojnego króla Burgundii.

## Życiorys
Miał brata Roberta i być może siostrę, która mogła być matką Ulryka I (Ulrich) (zm. 20 sierpnia 1052 lub 53) hrabiego Lenzburga.
Małżeństwo z Aldiud nastąpiło prawdopodobnie po zakończeniu jej relacji z królem. Mieli 4 dzieci:
- Ulryk (Odalric)[1]
- Anzelm I(inne języki), biskup Aosty[1] od prawd. 990 do 14 stycznia 1026 jako Anzelm I
- Burchard(inne języki), arcybiskup Vienne(inne języki)[1][4] prawd. w latach 1010 - 1030
- Auxilia[5], żona Humberta I Białorękiego, hrabiego Maurienne(inne języki) i hrabiego Chablais(inne języki), założyciela dynastii sabaudzkiej[1][6]